# メイト・7
『メイト・7』（メイトセブン）は、1968年4月3日から同年9月25日までNET（現・テレビ朝日）系列局で放送されていた毎日放送製作の音楽番組である。正式名称は『ニホンサカリ・アワー メイト・7 クルセダーズとともに』。西宮酒造（現・日本盛）の一社提供。放送時間は毎週水曜 19:30 - 20:00 （日本標準時）。
世界の人々をスタジオに集め、言葉を通じて楽しくひとときを過ごすことをコンセプトにした番組。「帰って来たヨッパライ」のヒットで一躍時の人になったザ・フォーク・クルセダーズが司会を務めていた。